# Lijst van Hongaarse literaire schrijvers
Van onderstaande Hongaarse schrijvers en dichters is werk in het Nederlands vertaald:
- Mihály Babits
- Miklós Bánffy
- Attila Bartis
- Sándor Csoóri
- György Dalos
- László Darvasi
- Tibor Déry
- György Dragomán
- Péter Esterházy
- Antal Farkas
- Endre Fejes
- András Forgách
- Milán Füst
- Erzsébet Galgóczi
- Géza Gárdonyi
- Miklós Haraszti
- Jenő Heltai
- Géza Herczeg
- Gyula Hernádi
- Béla Illés
- Gyula Illyés

- Mór Jókai
- Attila József
- Margit Kaffka
- György Kardos
- Frigyes Karinthy
- György Károly
- Lajos Kassák
- Imre Kertész (winnaar Nobelprijs voor de Literatuur 2002)
- György Konrád
- Dezső Kosztolányi
- Gyula Krúdy
- Menyhért Lakatos
- Imre Madách
- Sándor Márai
- Kálmán Mikszáth
- Ferenc Molnár
- Ferenc Móra
- Zsigmond Móricz
- Péter Nádas
- Ádám Nádasdy
- Lajos Nagy

- László Németh
- József Nyirő
- István Örkény
- Géza Ottlik
- Sándor Petőfi
- János Pilinszky
- Zsusza Rakovsky
- Szilárd Rubin
- Ferenc Sánta
- Magda Szabó
- János Székely
- Antal Szerb
- Edina Szvoren
- Miklós Vámos
- Péter Veres
- Sándor Weöres
- Pál Závada
- Lajos Zilahy
- Péter Zilahy
- Béla Zsolt